# Недзведзь (станция)
Недзведзь (пол. Niedźwiedź) — пассажирская и грузовая железнодорожная станция в селе Недзведзь в гмине Сломники, в Малопольском воеводстве Польши. Имеет 1 платформу и 2 пути.
Нынешняя станция Недзведзьна железнодорожной линии Варшава-Западная — Краков-Главный была построена под названием «Поляновице» (польск. Polanowice) в 1945 году. Нынешнее название станция носит с 1947 года.